# Ghețarul Mertz
Ghețarul Mertz este unul dintre cei mai mari ghețari aflați în Antarctida. Ghețarul se află în Landul Victoria, regiune care a fost descoperit în anul 1841 de exploratorul polar britanic James Clark Ross. În anul 2010 a fost observat coliziunea secolului, coliziunea lui cu un aisberg gigant, care a dus la fragmentarea în două bucăți a ghețarului.

## Istoric
In decembrie 1911 a sosit pe coasta Antarctidei o expediție din Australia sub conducerea geologului Douglas Mawson. Scopul expediției era cartografierea coastei pe distanța de 2000 de km, eploararea ținuturilor necunoscute ca și cercetarea locului unde a căzut un meteorit. Numele ghețarului este dat după elvețianul Xavier Mertz care moare aici în anul 1913, și care era unul membrii expediției australiene. Ghețarul Mertz avea pe direcția nord-sud, 160 km lungime și 35–40 km lățime.

## Coliziune

Coliziunea văzută din satelit

Ghețarul Metz are o lungime de 95 km, din el s-a rupt deja un fragment în anul 1987. Acest fragment care era fix, s-a desprins în anul 2010 și a plutit în direcția ghețarului Mertz. La data de 12 sau 13 februarie s-a produs coliziunea dintre cei doi giganți. Ghețarul Metz se rupe în două fragmente, un fragment care are lungimea de 78 km și o lățime de 38 km, rămâne pe continent, iar celălalt fragment a devenit aisberg și plutește pe Oceanul Arctic. Fragmentul mobil are o greutate de 700 miliarde de tone și suprafață de 2500 km2 cea ce ar corespunde cu suprafața statului Luxemburg. El se află la o distanță de 100 -150 de km distanță de coasta Anterctidei, fiind inoficial numit de cercetătorii australieuni ca Mertz-Eisberg. Clima pe glob poate fi influențată de asemenea coliziuni, prin deschiderea blocadei curenților marini reci cauzată de Ghețarul Metz.